# Турищево (Брянская область)
Турищево — село в Брасовском районе Брянской области, в составе Веребского сельского поселения. 
 Расположено в 10 км к северу от села Веребск. Население — 50 человек (2010).

## История
Упоминается с первой половины XVII века в составе Самовской волости Карачевского уезда как существующее село с Димитриевской церковью (в 1828 построен каменный храм, не сохранился).
В XVIII веке — владение Брусиловых, позднее Мартыновых, Фоминых и других помещиков.
В 1778—1782 в Луганском уезде; с 1782 по 1928 гг. — в Дмитровском уезде Орловской губернии (с 1861 — центр Турищевской волости, с 1880-х гг. в Хотеевской, с 1923 в Глодневской волости). В 1865 году была открыта земская школа, одна из первых в уезде.
С 1929 года — в Брасовском районе. До 1954 и в 1997—2005 гг. — центр Турищевского сельсовета; в 1954—1997 гг. — в Чаянском сельсовете.
| Годы      | 1858 | 1866 | 1893 | 1920 | 1926 | 1979 | 1989 | 2002 | 2010 |
| --------- | ---- | ---- | ---- | ---- | ---- | ---- | ---- | ---- | ---- |
| Население | 387  | 504  | 620  | 760  | 840  | 198  | 148  | 127  | 50   |